# Урочище Белые ключи
Урочище Белые ключи — самый крупный водораздельный лесной массив Илекского района, расположен в 12 км на северо-восток от с. Сладкова. Представляет собой нагорно-байрачную дубраву, расположенную на склонах и по вершинам логов. Склоны сложены песками и галечниками юры. Этот лесной массив — один из самых южных водораздельных дубрав Общего Сырта.
У подножия обрыва бьёт родник Белый Ключ и ещё несколько источников.
Этот родник — одна из местных достопримечательностей, любимое место отдыха и для местных туристов. Урочище постоянно посещают жители окрестных сёл Сладково, Мухраново, Ямана, приезжают набрать воды или отдохнуть.